# Pirenópolis
Pirenópolis is een gemeente in de Braziliaanse deelstaat Goiás. De gemeente telt 20.990 inwoners (schatting 2009).

## Aangrenzende gemeenten
De gemeente grenst aan Abadiânia, Anápolis, Cocalzinho de Goiás, Corumbá de Goiás, Goianésia, Jaraguá, Petrolina de Goiás, São Francisco de Goiás en Vila Propício.